# Karoline Lorenz
Karoline Lorenz, auch genannt Karoline Buchheit-Lorenz (* 23. Juli 1873 in Lambrecht; † 21. Juli 1924 in München) war eine deutsche Schriftstellerin.

## Leben
Karoline Lorenz wurde 1873 in Lambrecht als Tochter des Kaufmanns und Gemischtwarenhändlers Ludwig Lorenz geboren, ihre Mutter war Anna Maria Merkel. 1898 heiratete sie den Rechtsanwalt Ludwig Buchheit, welcher 1912 verstarb. Sie heiratete daraufhin Alfred Burkhardt und starb selbst 1924 in München. Lorenz schrieb Romane und Erzählungen, welche einen romantischen Charakter besitzen, aber auch Konflikte schildern. Sie lebte einige Zeit in Landstuhl und beschrieb die dortigen Menschen und Landschaften, knüpfte an Sagen und Geschichten an, so z. B. in ihrem Roman Erlenstein. Auch zeigte sie großes Interesse an der beginnenden Wanderbewegung. 1903 wurde der Pfälzerwald-Verein gegründet. Somit galt Karoline Lorenz in ihrer pfälzischen Heimat als Volksschriftstellerin.

## Familie
In der Familie von Karoline Lorenz existieren viele auch überregional bekannte literarische Begabungen, so war sie die Schwester des Autors Heinz Lorenz, ihr Sohn war der Schriftsteller Gert Buchheit und ihre Enkelin ist Harriet Buchheit, welche Kinder- und Jugendbücher schreibt.

## Werke
- Erlenstein, Roman. Verlag für Literatur, Kunst und Musik, Leipzig, 1908
- Waldesrauschen, Erzählung. Verlag der Hofbuchhandlung von Eugen Crusius, Kaiserslautern, 1909
- Alt und Jung, eine Geschichte von den Hängen der Maxburg, Roman. Rietburg Verlag in Edenkoben, 1920